# Gwydir Shire Council
Gwydir Shire Council is een Local Government Area (LGA) in de Australische deelstaat New South Wales.